# Колоньо-Монцезе
Колоньо-Монцезе (італ. Cologno Monzese) — муніципалітет в Італії, у регіоні Ломбардія,  метрополійне місто Мілан.
Колоньо-Монцезе розташоване на відстані близько 510 км на північний захід від Рима, 50 км на північ від Мілана.
Населення — 47 942 особи (2014).

## Демографія
Населення за роками:

Станом на 1 січня 2023 року в муніципалітеті офіційно проживали 7934 іноземці з 104 країн, серед них 1550 громадян країн Євросоюзу та 393 громадяни України.

## Сусідні муніципалітети
- Бругеріо
- Чернуско-суль-Навільйо
- Мілан
- Сесто-Сан-Джованні
- Вімодроне